# Dirphya hintzi
Dirphya hintzi là một loài bọ cánh cứng trong họ Cerambycidae.